# 1602 w literaturze
Wydarzenia literackie w 1602 roku.

## Nowe książki
- Francis Beaumont – Salmacis and Hermaphroditus
- Lucrezia Marinella – La Vita di Maria Vergine, Imperatrice dell'Universo
- Giambattista Marino – Rime
- Robert Southwell – St. Peter's Complaint, with Other Poems
- William Szekspir – Wesołe kumoszki z Windsoru
- Anonim, Thomas Lord Cromwell (sztuka przypisywana Williamowi Szekspirowi)
- Elizabeth Jane Weston – Poëmata

## Urodzili się
- Edward Leigh, angielski pisarz

## Zmarli
- Sebastian Fabian Klonowic, polski poeta